# Kukini
En el idioma hawaiano, kukini significa "corredor, mensajero veloz, tal y como se los jefes tribales les empleaban, dándole gran valor a su velocidad." En el Hawái antiguo, Los Kukini era una clase élite de hombres escogidos para someterse a un entrenamiento físico y mental riguroso que les convertía en corredores velocísimos.
Tales corredores se usaban en las batallas, como mensajeros, espías, y como atletas en las carreras de competencia Makahiki. Este término se ha convertido en uno de uso popular para etiquetar varios productos. Por ejemplo, la corporación de calzado Nike utilizó el nombre Kukini para nombrar uno de sus modelos de zapatillas de correr.
La revista de la Base Hickam de la Fuerza Aérea se llama "Kukini," y también la revista de la Universidad de Hawái en Manoa; el nombre de su biblioteca es Ke Kukini.